# Милтефозин
Милтефозин (англ. miltefosine) — фосфолипидное лекарственное средство, предназначенное для лечения лейшманиоза. Получил статус орфанного препарата и одобрен FDA в 2014 г.

## Механизм действия
Механизм действия не определён. Возможные варианты:
- взаимодействие с липидами клеточных мембран.
- схожая с апоптозом  гибель клеток.
- ингибирование митохондриальной цитохром с-оксидазы.

## Показания
- Висцеральный лейшманиоз (Leishmania donovani).
- Кожный лейшманиоз (Leishmania braziliensis, Leishmania guyanensis, Leishmania panamensis).
- Слизисто-кожный лейшманиоз (Leishmania braziliensis)[3].

## Противопоказания
Беременность.
Милтефозин является тератогеном для некоторых животных. Пациенты детородного возраста во время лечения и 5 мес. после него должны использовать методы контрацепции.